# Втори преходен период на Древен Египет
Вторият преходен период в историята на Древен Египет (1715 – ок. 1554 пр.н.е. обхваща времето на XV – XVII династии.
Това е времето след Средното царство на Египет и началото на Новото царство. Периодът е най-известен с появата на хиксосите в Египет.